# Спарта (Мічиган)
Спарта (англ. Sparta) — селище (англ. village) в США, в окрузі Кент штату Мічиган. Населення — 4244 особи (2020).

## Географія
Спарта розташована за координатами 43°9′28″ пн. ш. 85°42′33″ зх. д. / 43.15778° пн. ш. 85.70917° зх. д. (43.157756, -85.709210).  За даними Бюро перепису населення США в 2010 році селище мало площу 6,39 км², з яких 6,37 км² — суходіл та 0,02 км² — водойми.

## Демографія
Згідно з переписом 2010 року, у селищі мешкало 4140 осіб у 1644 домогосподарствах у складі 1059 родин. Густота населення становила 648 осіб/км².  Було 1782 помешкання (279/км²).
Расовий склад населення:
| - 94,5 % — білих - 1,3 % — чорних або афроамериканців - 0,5 % — азіатів - 0,4 % — корінних американців - 1,6 % — осіб інших рас |

До двох чи більше рас належало 1,7 %. Частка іспаномовних становила 4,2 % від усіх жителів.
За віковим діапазоном населення розподілялося таким чином: 28,5 % — особи молодші 18 років, 57,7 % — особи у віці 18—64 років, 13,8 % — особи у віці 65 років та старші. Медіана віку мешканця становила 34,0 року. На 100 осіб жіночої статі у селищі припадало 88,9 чоловіків;  на 100 жінок у віці від 18 років та старших — 82,5 чоловіків також старших 18 років.
Середній дохід на одне домашнє господарство  становив 51 396 доларів США (медіана — 41 406), а середній дохід на одну сім'ю — 59 176 доларів (медіана — 52 321). Медіана доходів становила 37 073 долари для чоловіків та 31 712 долари для жінок. За межею бідності перебувало 11,9 % осіб, у тому числі 16,1 % дітей у віці до 18 років та 14,0 % осіб у віці 65 років та старших.
Цивільне працевлаштоване населення становило 1999 осіб. Основні галузі зайнятості: виробництво — 26,5 %, освіта, охорона здоров'я та соціальна допомога — 21,5 %, роздрібна торгівля — 13,6 %, мистецтво, розваги та відпочинок — 10,2 %.